# Las Maquinas de la Muerte
Las Maquinas de la Muerte (hiszp. Maszyny Śmierci) – trzeci studyjny album grupy Kazik na Żywo wydany w 1999.
Wydawnictwo promowały single Andrzej Gołota (1997), Las Maquinas de la Muerte (1999) oraz W południe (1999). Natomiast do utworów „Andrzej Gołota”, „Las Maquinas de la Muerte”, „Legenda ludowa” oraz „W południe” zostały zrealizowane teledyski.
Na płycie i kasecie znajduje się napis: Bez tej płyty z głodu nie umrzesz. Jeśli tak bardzo kochasz naszą muzykę, że musisz ją kupić od tego, który nam ją ukradł – to wybacz, ale nie chcemy byś jej słuchał. Kto kupuje płyty od złodzieja jest kutasem i niech spierdala – po dwakroć!. Z tyłu płyty podane są fałszywe tytuły utworów. Z naklejki dołączonej do płyty wynika, że zrobiono to w celu zmylenia złodziei. Są też na niej podane właściwe tytuły utworów.

## Muzyka
Wstęp płyty zatytułowany „Gadka Wojciecha” stanowi fragment przemówienia Wojciecha Jaruzelskiego z 13 grudnia 1981 roku, informującego o wprowadzeniu stanu wojennego (oryg. ...nadeszła godzina ciężkiej próby. Próbie tej musimy sprostać, dowieść, że „Polski jesteśmy warci”. Rodacy! Wobec całego narodu polskiego i wobec całego świata pragnę powtórzyć te nieśmiertelne słowa: Jeszcze Polska nie zginęła, póki my żyjemy).
Utwór „W południe” stanowi cover kompozycji Kazimierza Grześkowiaka.

## Słowa
Tytuł płyty został zapożyczony od nazwy meksykańskiego filmu science fiction z 1964 roku.
Tekst utworu „Łysy jedzie do Moskwy” stanowi bezpośrednie odniesienie do osoby Józefa Oleksego, a konkretnie jego wizyty w Moskwie w 1995 na oficjalnych obchodach 50. rocznicy zakończenia II wojny światowej (pełniący wtedy funkcję premiera RP Oleksy zdecydował się na udział w uroczystościach wbrew stanowisku ówczesnego prezydenta RP, Lecha Wałęsy). W czasie obchodów rosyjska armia kończyła krwawą pacyfikację Czeczenii (tzw. I wojna czeczeńska). Jak przyznał Kazik Staszewski: ...piosenka „Łysy jedzie do Moskwy” była reakcją na wyjazd premiera Oleksego na defiladę zwycięstwa do Rosji. Informacja o tym znalazła się na tej samej stronie w gazecie co korespondencja z wkroczenia rosyjskich wojsk do Groznego. Wizyta Oleksego w Moskwie była dla mnie ewidentnym skandalem.
W utworze "Legenda ludowa" zacytowano wers z utworu "Wojny gwiezdne" grupy Kryzys, wydanego na albumie Kryzys (1981) (Powietrze tu nieświeże i niezdrowy swąd).
W tekście utworu "Las Maquinas de la Muerte" zostały wymieniony niemiecki filozof, psycholog i psychoanalityk Erich Fromm oraz jego dzieło pt. Ucieczka od wolności (1941).
Utwór „Andrzej Gołota” powstał z inspiracji osobą Andrzeja Gołoty i jego walkami bokserskimi stoczonymi w latach 90. Tekst utworu zawarty na albumie różni się nieznacznie od tego opublikowanego na singlu, a także od wersji wykonywanych podczas koncertów. Różnice dotyczą nazwisk osób wymienianych w końcowej fazie. Są to w głównie bokserzy, z którymi walczył w ringu Gołota (Mike Tyson, Tim Witherspoon, Lennox Lewis, Orlin Norris), inni znani pięściarze (Evander Holyfield, Michael Moorer, Ray Mercer, David Tua, Everton Davis, Vaughn Bean, Željko Mavrović, Anton Josipović, Herbie Hide, Frans Botha, Henry Akinwande) oraz osoby zupełnie nie związane z boksem, np. muzyk współpracujący z zespołem przy nagrywaniu albumu Na żywo, ale w studio i były menadżer grupy (Paweł Walczak) oraz znani powszechnie politycy (Ryszard Czarnecki, Tony Blair i inni).
Tekst utworu „Pierdolę Pera” stanowi bezpośrednie odniesienie do osoby Andrzeja Leppera, który podczas kampanii wyborczej do wyborów prezydenckich w 1995 bezprawnie użył fragmentów piosenki Kazika „100000000”.
W tekście utworu „Pozory często mylą” znajduje się nawiązanie do osoby Pawła Kukiza, który w drugiej połowie lat 90. wystąpił w reklamie napoju Pepsi. Jak sam stwierdził, promował tę markę dla pieniędzy. Kampania ta odbyła się pod hasłem Bądź sobą, wybierz Pepsi. W utworze pojawiają się m.in. słowa stanowiące bezpośrednie odniesienie do Kukiza: Spragniony, do picia nieledwie się zbliżam, wiedziony reklamą z udziałem Kukiza (...) Czy ty wiesz, że pozory często mylą? Ludzie przed byle gównem czoła chylą..

## Lista utworów
Niektóre z zamieszczonych tu informacji od 2024-07 wymagają weryfikacji.
 Po wyeliminowaniu niedoskonałości należy usunąć szablon {{Dopracować}} z tej sekcji.
1. „Gadka Wojciecha” (sł. W. Jaruzelski) - 0:26
2. „Legenda ludowa” (sł. Staszewski, muz. Burzyński, Staszewski, Kwiatkowski, Friedrich, Goehs) - 4:06
3. „Las Maquinas de la Muerte” (sł. Staszewski, muz. Burzyński, Staszewski, Kwiatkowski, Friedrich, Goehs) - 4:45
4. „Andrzej Gołota” (sł. Staszewski, muz. Burzyński, Staszewski, Kwiatkowski, Friedrich, Goehs) - 2:44
5. „Pele miał blahola” (sł. Goehs) - 0:24
6. „W południe” (sł. K. Grześkowiak, muz. K. Grześkowiak) - 3:33
7. „Jeśli kochasz więcej to boisz się mniej” (sł. Staszewski, muz. Burzyński, Staszewski, Kwiatkowski, Friedrich, Goehs) - 3:18
8. „No speaking inglese” (sł. Staszewski, muz. Burzyński, Staszewski, Kwiatkowski, Friedrich, Goehs) - 3:55
9. „Końskie ścięgna” (sł. Goehs) - 0:18
10. „Pierdolę Pera” (sł. Staszewski, muz. Burzyński, Staszewski, Kwiatkowski, Friedrich, Goehs) - 2:41
11. „Pozory często mylą” (sł. Staszewski, muz. Burzyński, Staszewski, Kwiatkowski, Friedrich, Goehs) - 3:58
12. „Mój dom to moja twierdza” (sł. Staszewski, muz. Burzyński, Staszewski, Kwiatkowski, Friedrich, Goehs) - 3:04
13. „Brazylia” (sł. Staszewski, muz. Staszewski) - 1:04
14. „Los societas de las poetas violentas” (sł. Staszewski, muz. Burzyński) - 5:01
15. „DJ Kiler” (sł. Staszewski) - 0:12
16. „Łysy jedzie do Moskwy” (sł. Staszewski, muz. Burzyński, Staszewski, Kwiatkowski, Friedrich, Goehs ) - 4:28
17. „Makabra” (sł. Staszewski, muz. Burzyński, Staszewski, Kwiatkowski, Friedrich, Goehs) - 3:05
18. „Kobieta” (sł. Goehs) - 0:10
19. „Ich bin dobry cattolico” (sł. Staszewski, muz. Burzyński, Staszewski, Kwiatkowski, Friedrich, Goehs) - 4:51
20. „Jerzy eine sztuczna kobieta gekonstruliert” (sł. Staszewski, muz. Burzyński, Staszewski, Kwiatkowski, Friedrich, Goehs) - 2:36
21. „Pisanie listów” - 0:17
22. „T.R.W.A.” (sł. Staszewski, muz. Burzyński, Staszewski, Kwiatkowski, Friedrich, Goehs) - 2:53
23. „Las Machinas de la Muerte (vocoderwersja)” (sł. Staszewski, muz. Burzyński, Staszewski, Kwiatkowski, Friedrich, Goehs) - 5:36
24. „Prawda” (sł. Friedrich, muz. Burzyński, Staszewski, Kwiatkowski, Friedrich, Goehs) - 7:51
25. „Wszyscy artyści to psie krwie” (wersja koncertowa utworu „Artyści”) (sł. Staszewski, muz. Burzyński, Staszewski, Kwiatkowski, Jabłoński, Goehs) - 5:25

## Twórcy
Skład zespołu
- Adam Burzyński – gitara
- Robert Friedrich – gitara, śpiew
- Tomasz Goehs – perkusja, śpiew
- Michał Kwiatkowski – gitara basowa, gitara
- Kazik Staszewski – śpiew, gitara

Inni
- Zajebisty Plastyk – projekt okładki płyty
- Krzysztof Krupa – nagranie
- Wojciech „Nembronic” Przybylski – zgranie (w studiu radiowej Trójki)